# Middelnederlandse literatuur
Middelnederlandse literatuur is literatuur in het Middelnederlands, de voorloper van de moderne Nederlandse taal die in het huidige Nederlandse taalgebied werd gesproken vanaf de 12e tot begin 16e eeuw. Dit artikel behandelt de ontwikkeling van de Nederlandse literatuur vanaf het oudst bekende als Nederlands herkenbare liefdesversje (opgeschreven ca. 1100) tot aan de rederijkerij van de late middeleeuwen.

## Hoofdlijnen
De Nederlandse letterkunde begint met teksten in het Middelnederlands, die vanaf de 12e en de 13e eeuw in Limburg, Vlaanderen, Brabant en Holland worden geschreven. Een onderscheid tussen de zuidelijke Nederlanden en de noordelijke was toen nog niet aan de orde, maar wel lag het culturele zwaartepunt in het zuiden. Daaraan voorafgaand zijn alleen fragmenten van teksten in het Oudnederlands (Oudnederfrankisch) (uit de vroege Middeleeuwen, ca. 500-1150) overgebleven. Van de eerste periode van het Oudnederlands, tussen 600 tot 900, is er zo goed als niets overgeleverd. De eerste met naam bekende auteur is de Limburger Hendrik van Veldeke ofwel Heynric van Veldeke (vanaf ca. 1170; zie ook onder), wiens werk door Duitse literatuurhistorici ook tot de Middelduitse letterkunde wordt gerekend, omdat hij een groot deel van zijn loopbaan aan Duitse hoven verbleef en toen in het Duits ging dichten.
Tegelijk met de opbloei van Vlaanderen en Brabant komt ongeveer een eeuw na van Veldeke de literatuur in die gewesten tot bloei. Onder meer Jacob van Maerlant (ca. 1270) is een belangrijk Vlaams auteur, die vele navolgers kende. In Brabant zijn de teksten van Jan van Boendale (ca. 1330) en vooral van de mystici Hadewijch (ca. 1250) en Jan van Ruusbroec (ca. 1350) belangwekkend, terwijl in Holland behalve Melis Stoke (13e eeuw) als eersten pas Willem van Hildegaersberch en Dirc Potter genoemd kunnen worden, rond 1400 werkzaam aan het Haagse hof. Vanaf de 14e eeuw kwam de stroom teksten goed op gang. Uit deze periode zijn in totaal 854 teksten uit de artes mechanicae bewaard gebleven. Het gaat onder meer om enkele tientallen traktaten, naast allerlei langere teksten zoals chirurgische handboeken en vroege encyclopedieën. Ook zijn er veel korte spreuken met daarin een levenswijsheid bekend, die zijn bestudeerd en verzameld in de Bibliotheca Neerlandica Manuscripta door Willem de Vreese. Er is ook een manuscript over alchemie bekend, dat omstreeks 1380 in Oost-Vlaanderen of Brabant moet zijn geschreven. Dit bevindt zich tegenwoordig in Wenen.

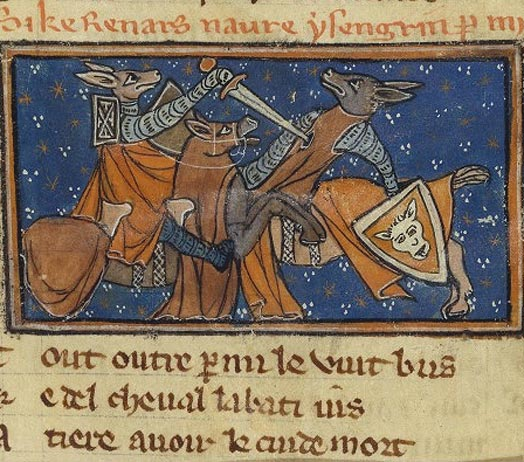
Roman de Renart, uit een Frans handschrift van circa 1300

Hoogtepunten van de Middelnederlandse letterkunde (uit de zuidelijke Nederlanden) zijn onder meer het dierenepos Van den vos Reynaerde (ca. 1260), dat beschouwd wordt als aanzienlijk beter dan zijn Franse voorbeeld, verschillende ridderromans (waaronder met name Arthurromans als Walewein en Lancelot), zogeheten Karelromans als het Roelantslied (13e eeuw) en Karel ende Elegast (ca. 1250), en de Marialegende Beatrijs (14e eeuw).
Wereldlijke toneelstukken zijn de vier abele spelen: Esmoreit, Gloriant, Lanseloet van Denemerken en Vanden Winter ende vanden Somer. Ze dateren uit omstreeks 1350 en behoren tot het oudst bekende West-Europese wereldlijke toneel.
In de late middeleeuwen (de periode van 1270 tot 1500) ontstonden ook de rederijkerskamers. De rederijkers waren amateur-dichters die zich verenigden in letterkundige broederschappen die 'rederijkskamers' werden genoemd. Deze 'kamers' domineerden de 15e-eeuwse Nederlandstalige literatuur. Een nieuw genre dat in deze tijd vanuit Frankrijk overwaaide was de rederijkersballade. Het beroemdste rederijkerswerk is het toneelstuk Elckerlijc of Elckerlyc (voluit: Den Spyeghel der Salicheyt van Elckerlijc - Hoe dat elckerlijc mensche wert ghedaecht Gode rekeninghe te doen), een 15e-eeuwse Brabantse moraliteit of 'zinnespel', waarvan onder meer een vroeg-16e-eeuwse vertaling in het Engels verscheen onder de titel ‘Everyman’. Mogelijk de bekendste en talentrijkste 'rederijker' was aan het eind van deze periode een Antwerpse, Anna Bijns (ca. 1540), die als vrouw nooit lid van zo'n kamer is geweest.
Uit dezelfde tijd, de overgang van de Middeleeuwen naar de renaissance (die rond 1550 gaat doorzetten), is Mariken van Nieumeghen, een mirakelspel daterend van het begin van de 16e eeuw. De volledige titel geeft een korte omschrijving van de inhoud: Die waerachtige ende seer wonderlycke historie van Mariken van Nieumeghen die meer dan seven jaren met den duvel woonde ende verkeerde.

## Voorspel: het Oudnederlands

### "Ik zeg aan jou...": het kort begin
Van rond 510 dateert Clovis' Lex Salica, een in het Latijn opgesteld wetboek dat echter uitleg bevatte in de voorouder van het Nederlands, het Frankisch. In een van die gevallen wordt het Latijn niet met losse woorden uitgelegd, maar met een samenhangend zinnetje:
maltho thi afrio lito
("ik-zeg aan-jou ik-bevrijd-jou halfvrije").
De halfvrije of "laat" was, als hij deze formule hoorde, vrijgelaten.
De volgende bewaard gebleven tekst dateert uit de 8e eeuw en is in het Oudnederlands. Deze tekst bestaat opnieuw uit formules. Het is de Utrechtse doopbelofte, een vraag-en-antwoorddialoog tussen priester en volwassen dopeling. De zinnen waren precies voorgeschreven, en enkele voorbeelden luiden:
forsachistu diabolae
ec forsacho diabolae
("Verzaak je de duivel?"
"Ik verzaak aan de duivel!")
globistu in crist godes suno
ec gelobo in crist gotes suno
("Geloof je in Christus, Gods zoon?"
"Ik geloof in Christus, Gods zoon!")

### Drie langere stukken
Er zijn nog wat fragmentjes van andere teksten overgebleven, maar dan komen er drie lange teksten:
- de Wachtendonkse psalmen (10e eeuw);
- de Egmondse Willeram of Leidse Willeram (ca. 1060); en
- de fragmentarisch bewaard gebleven Middelfrankische Rijmbijbel (begin 12e eeuw).

Willeram was een Beierse abt, en zijn tekst is een commentaar op het Hooglied: dit uitbundige Bijbelboek, met zijn nogal aardse inhoud, legt hij uit als een vrome allegorie.

### De vogels
De oudste overgeleverde werkelijk literaire tekst is afkomstig van een onbekende monnik uit Oxford die rond 1100 manuscripten overschreef. Wie van een tekst een exemplaar wilde hebben, had destijds weinig keus; de boekdrukkunst zou nog 350 jaar op zich laten wachten. Als zijn ganzenveer stomp werd sneed hij die bij (zoals een modern auteur zijn potlood, of een hoboïst zijn riet). Maar voordat hij met het secure, uiterst verzorgde kopieerwerk doorging moest hij die pen eerst uitproberen, waarop hij op een leeg stuk perkament schreef:

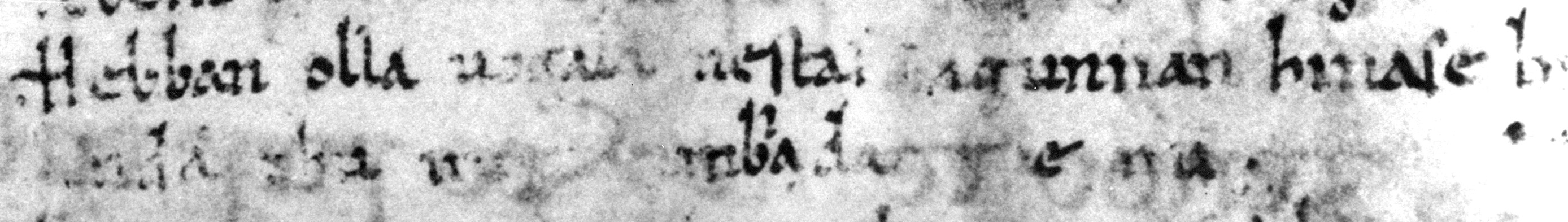
Hebban olla vogala..., fragment

hebban olla vogala nestas hagunnan
hinase hic enda thu
wat unbidan we nu
("Alle vogels zijn nesten begonnen
behalve ik en jij.
Wat wachten we nog?")
Onbekend is of deze tekst een eigen verzuchting is dan wel een bestaand rijmpje.

## De Middeleeuwen
De middeleeuwse maatschappij kende drie standen: adel, geestelijkheid en burgerij, en de literatuur is weleens net zo ingedeeld – teksten voor ridders, geestelijke letteren en burgerlijke literatuur. Het is een moeizame indeling, met veel overlappingen.

### "Hoerter naer"

#### Een gesproken overlevering
Het einde van de Middeleeuwen valt min of meer samen met de uitvinding van de boekdrukkunst. De Middeleeuwen zelf moesten het dus hebben van gesproken en (dure) handgeschreven literatuur, en aangezien alleen de adel (soms), de geestelijkheid (meestal) en de meer gegoede burgers (in toenemende mate) konden lezen, nam die gesproken literatuur een grote plaats in. De openingsregels van Karel ende Elegast moeten dan ook letterlijk worden genomen:
Vraye historie ende al waer
Maghic u tellen. Hoerter naer!
Ook bij het toneel wordt het publiek veelvuldig toegesproken, maar dat is minder opmerkelijk. Toneel heeft per definitie een luisterend publiek, al ontstond het (naar men aanneemt) ook alweer door de ongeletterdheid van de toehoorders. Bijbelse verhalen werden in de kerk uitgebeeld, waardoor ze aanschouwelijker werden. Uiteindelijk verhuisde het gehele tafereel naar buiten, hetzij door te grote drukte van toeschouwers, hetzij omdat de stof steeds wereldser werd. Normvervaging is van alle tijden.
Het overgrote deel van de teksten uit die tijd is poëzie. De versmaat is nog weinig strak: daarin komt pas na de Middeleeuwen, onder Italiaanse invloed, verandering. Het ging vooral om het rijm: dat diende als geheugensteun bij de declamatie.

#### Spelling, woordvorm, woordgebruik

##### Spelling en woordvorm
Belangrijke verschillen met de hedendaagse spelling en grammatica zijn:
- waar modern Nederlands een lange klinker schrijft door die te verdubbelen ("paard", "voor"), wordt in het Middelnederlands daarvoor vaak een -e- of -i- gebruikte (paert, voer); vandaar ook een naam als "Oirschot";
- een als ui geschreven klank klinkt als de hedendaagse "uu", ij als de hedendaagse "ie";
- de middeleeuwer schreef de woorden vaak precies zoals hij ze hoorde (vandaar de -t in paert, en tgrote voor het grote);
- de sc komt overeen met de moderne "sch": bliscap;
- het voorvoegsel ge- vóór het voltooid deelwoord ontbreekt soms (comen voor "gekomen");
- en of ne betekent "niet", en in is soms een samentrekking van ic en: "ik [doe dit of dat] niet".

##### Woorden
Ook het woordgebruik valt in het begin op. De meeste moderne uitgaven van de teksten zijn voorzien van verduidelijkende voetnoten.

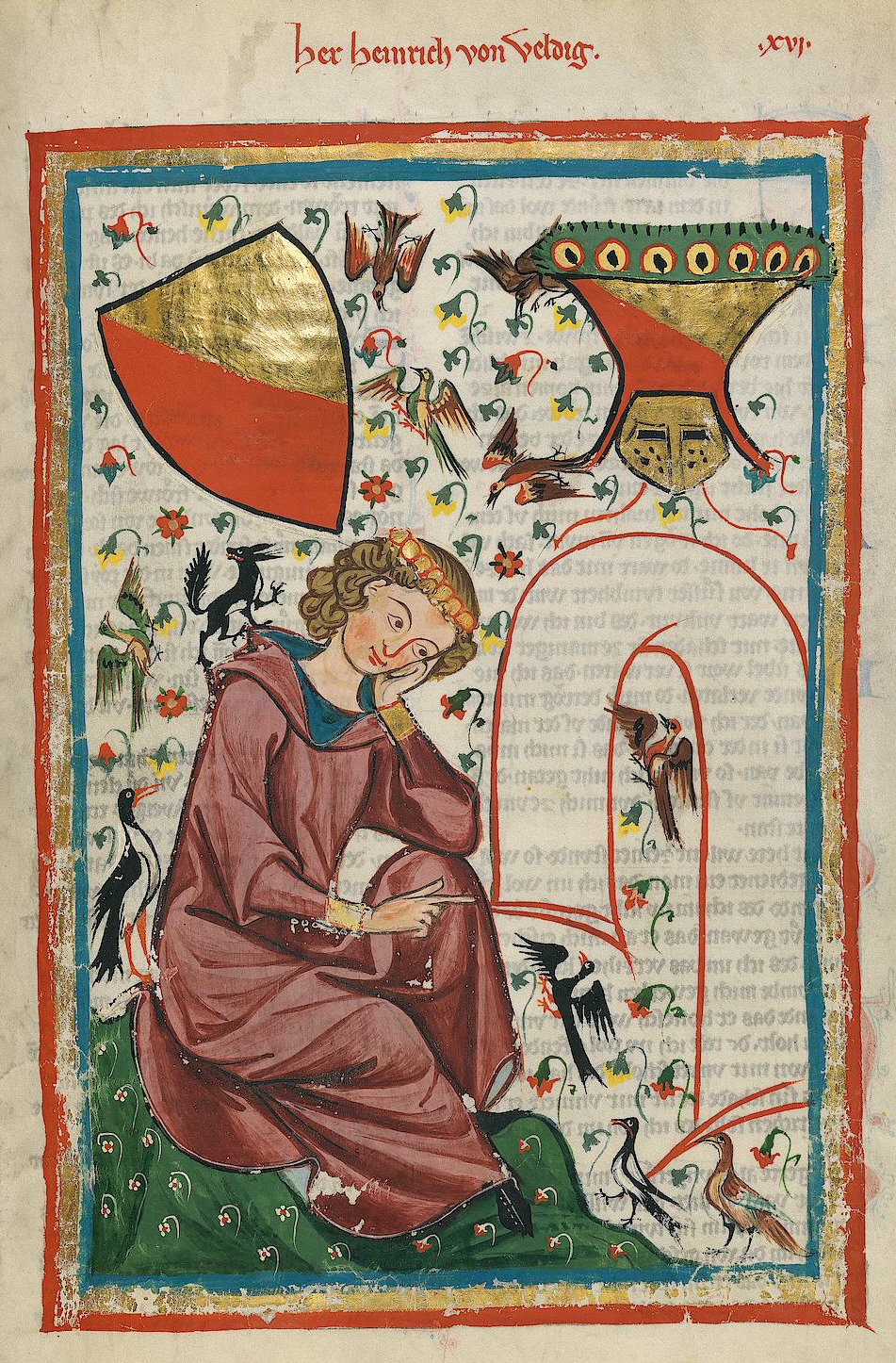
Hendrik van Veldeke, zoals afgebeeld in de 14e-eeuwse Codex Manesse

### Heynric van Veldeke
Uit het begin van de Middeleeuwen zijn helemaal geen teksten overgeleverd, en tussen ca. 1100 en ca. 1150 gaapt een gat.
Vooralsnog is Heynric van Veldeke (?1140-?1200) de eerste bij naam bekende Middelnederlandse schrijver en minnezanger. Geboren bij Hasselt, soms woonachtig in Maastricht, soms in Thüringen, schreef hij zowel in het Duits als in het Nederlands. Zijn Leven van Sint Servaes (ca. 1170) is een heiligenleven waarin trouwens ook stevig gevochten wordt. Zijn Eneïde (ca. 1175) is een herschrijving van een Frans verhaal dat weer van Vergilius afkomstig was: er is alleen een Duitse versie van over.
Veldeke schreef ook hoofse, hoffelijke, lyriek en minneliederen: korte gedichten in de trant van de Provençaalse troubadours. Hiermee kan het begin van de Middelnederlandse literatuur worden gesitueerd in Limburg. Daarna volgden eerst Groot-Brabant en Vlaanderen, later Holland.

### "Nam hi sijn swerd": de ridderroman
Ridderromans waren populair, zeker bij de adel, en vertellers trokken van kasteel naar kasteel om hun hoog publiek te onderhouden. Maar wat zij vertelden, waren geen "romans" in de hedendaagse zin van het woord, en met het ingeburgerde begrip "romantisch" houden ze ook weinig verband: dinertjes bij kaarslicht spelen er geen rol in. De ridderromans waren lange gedichten in de volkstaal (en die volkstaal was in het begin het Romaans, vandaar). Er zijn er zo'n dozijn van overgebleven, maar uit vermeldingen weten we dat er ongeveer zeventig hebben bestaan.
De ridderromans zijn berijmd, al verschijnen er in de 15e eeuw prozabewerkingen van, nu voor de burgerij. Vaak is de stof internationaal: vertaald uit het Frans, bewerkt uit het Engels. De cultuur was niet nationaal, maar Europees. De romans gaan over noeste strijders, over de toewijding tot verheven dames, over de klassieke Oudheid of over het Oosten. Daardoor zijn ze in vier groepen te verdelen.

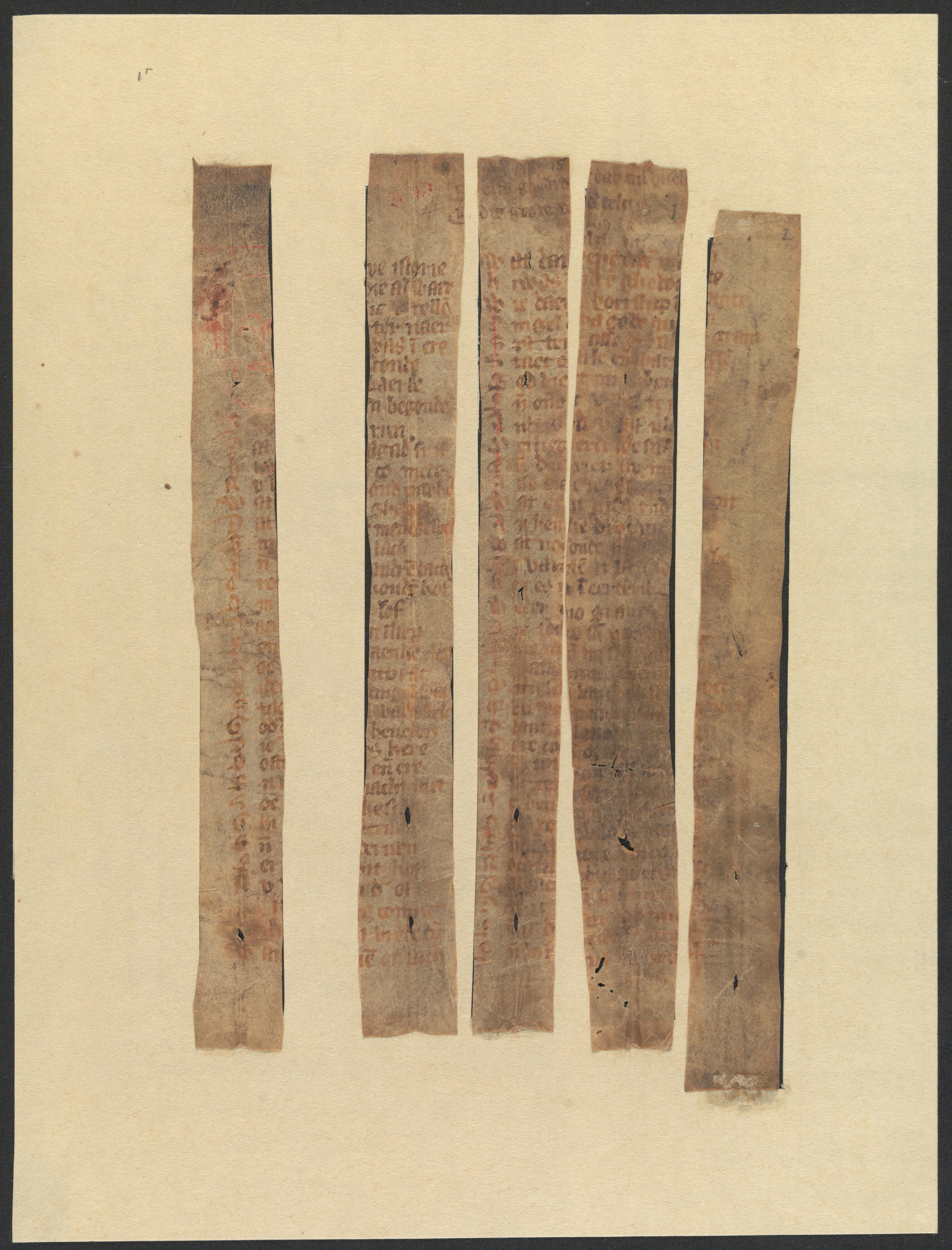
Strookjes perkament met tekst van Karel ende Elegast die aangetroffen werden als hartstrookjes in een Middelnederlandse versie van de Legenda aurea afkomstig uit het klooster Sint-Luciëndal bij Sint-Truiden. Bewaard in de Universiteitsbibliotheek van Gent.

#### De Frankische romans
De Frankische of Karolingische romans draaien alle om Karel de Grote en zijn ridders, al is het "aankleefeffect" onmiskenbaar: als je alle avonturen bij elkaar optelt, kunnen ze onmogelijk door één keizer, of onder diens bewind, zijn beleefd. Ze zijn later aan Karel en diens kring toegeschreven. De nadruk ligt op het vechten, en de gebeurtenissen zijn vaak ruw. Ze dateren doorgaans uit de 12e of 13e eeuw. Daarom worden de Frankische ook wel vóórhoofse romans genoemd.
- Het Roelandslied is een 13e-eeuwse bewerking van het uit ca. 1100 daterende Franse Chanson de Roland dat de ongelijke strijd verhaalt van een van Karels ridders, die daarbij de dood vindt. Roeland vormt een achterhoede, wordt verraden, en als Karel hem te hulp snelt, is het te laat. Het Roelantsliet is inderdaad een samenstel van (oorspronkelijk gezongen) liederen.
- Karel ende Elegast is geen vertaling, maar oorspronkelijk Nederlands. Een engel beveelt Karel uit stelen te gaan. Karel gehoorzaamt en komt dan buiten een ridder tegen, de door hem verbannen Elegast, die hem begeleidt op zijn tocht.
- Renout van Montelbaen is een Karelroman; ook dit is een bewerking uit het Frans.

#### De Brits-Keltische romans

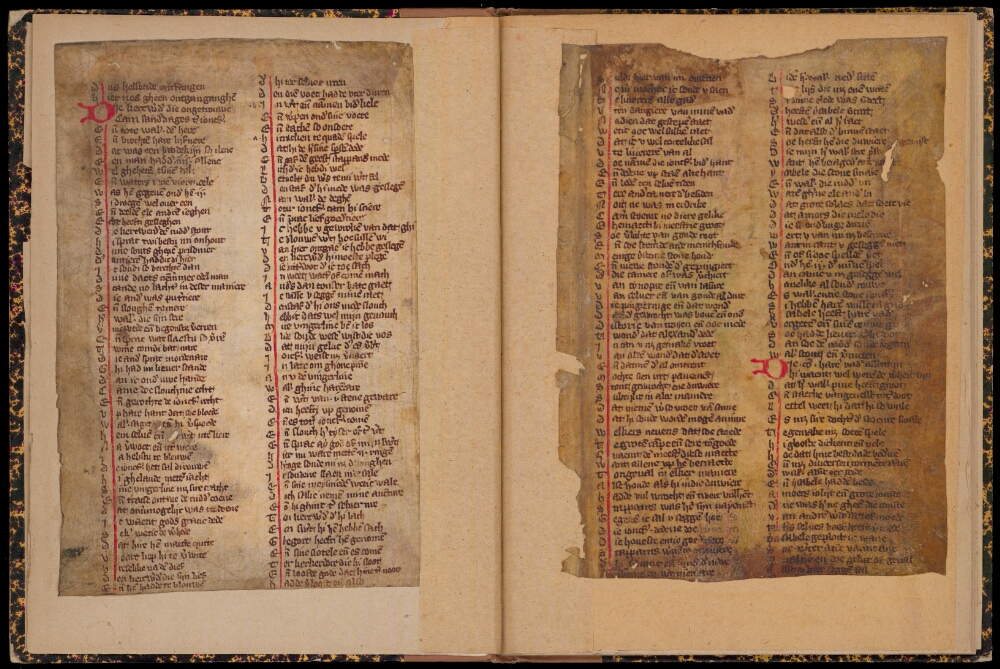
Fragmenten van de Walewein. Nederlanden, 14e eeuw.

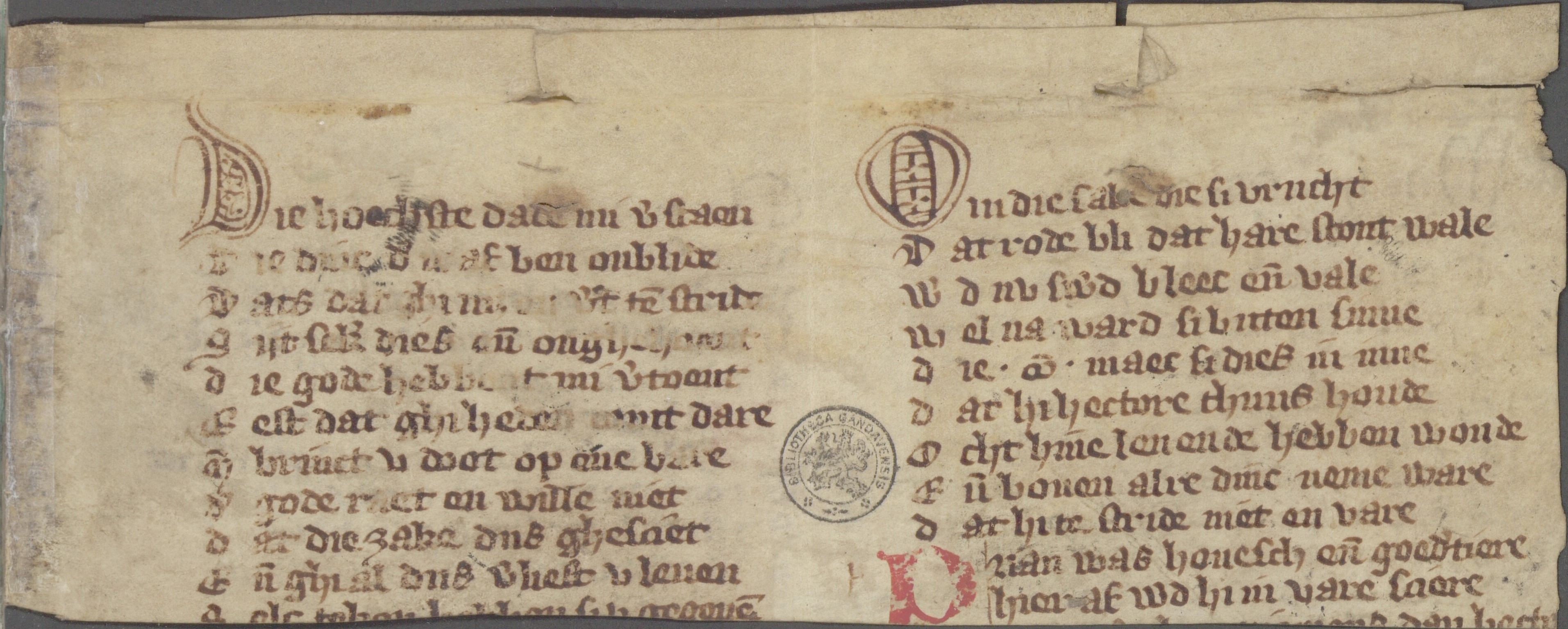
Fragment uit handschrift 691 met regels uit de Historie van Troyen.

Verfijnder zijn de hoofse Arthurromans, gesitueerd aan het hof van Koning Arthur, en met zijn ridders als hoofdpersonen. Ze zijn, heel algemeen gesproken, van iets later datum dan de Karolingische; we situeren ze in de 13e eeuw. Enkele bekende titels zijn:
- Ferguut, tweede helft 13e eeuw en uit het Frans: de boerenzoon Ferguut moet een ridder verslaan, ontmoet een jonkvrouwe, maar lomperik die hij is, wijst hij haar af. Als zijn strijdmissie volbracht is, ontwikkelt hij zich tot hoofse ridder, en gewint alsnog de dame.
- de Roman van Walewein, waarvan  de Vlaamse auteurs bekend zijn: Penninc en, na diens dood, Pieter Vostaert. Arthurs ridders hebben de maaltijd genoten, maar dan:

Hebben si wonder groot vernomen:
Een scaec ten veinstren in comen,
Ende breedde hem neder uptie aerde:
Hie mochte gaen spelen dies begaerde.
Maar het schaakbord mag dan wel "ten venstren in" zijn gezweefd, het moet toch nog veroverd worden. Walewein slaagt daarin en huwt bovendien de schone Ysabele.

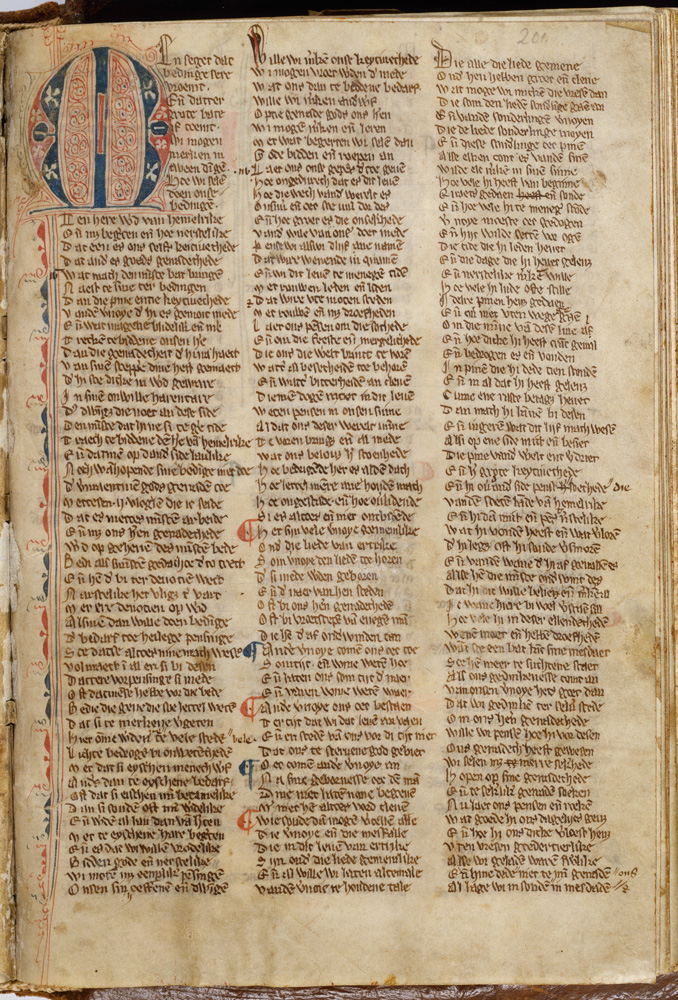
Lancelotcompilatie

- Lanceloet en het hert met de witte voet (de titel is later gegeven), dat deel uitmaakt van een hele verzameling romans rond Lancelot, de zogeheten Lancelotcompilatie. De auteur zegt herhaaldelijk dat hij aan het scriven is: de mondelinge traditie wordt minder dominant. In deze roman mag diegene met de prinses huwen, die haar de witte voet van een befaamd hert brengt. Het lukt Lancelot met veel moeite het hert te doden, maar nu begint de ellende pas. Er is een snoodaard, een tweegevecht en een gelukkige afloop. De toon is veel hoffelijker dan in de Karelromans:

Doen sprac die riddere vri:
"Joncfrouwe, ic sal doen u gebot."
"Here," seit si, "dat lone u Got."

#### De klassieke romans
De klassieke romans mogen dan hun stof uit de klassieke oudheid putten, de sfeer is geheel middeleeuws. Dit geldt voor vertalingen die Maerlant maakte: Alexanders geesten ("handelingen") en Die historie van Troyen. Maar ook in het werk van de Brabander Seger Die(n)gotgaf, Tprieel van Troyen en Parlement van Troyen (vroege 13e eeuw) is eerder een middeleeuwse dan een klassieke toonzetting te bespeuren. Het zijn bewerkingen van een oorspronkelijk Franse Roman de Troye. De toon is hoofs. Weliswaar wordt Troje belegerd, maar de beschrijving van de wapenstilstand heeft alles van een middeleeuwse reverdie – de terugkeer van het groen in de prille lente.

#### De oosterse romans
- Ten slotte is er de niet zozeer hoofse, maar eerder zinnelijke ridderroman Floris ende Blancefloer, die in het midden van de 13e eeuw door Diederik van Assenede werd opgetekend; het origineel is Frans. Een adellijke christendame wordt, zwanger van Blancefloer, gevankelijk meegevoerd naar het Moorse Spanje, waar zij van haar dochter bevalt. Tezelfdertijd krijgt de koningin een zoon, Floris. Blancefloers moeder voedt beide kinderen op, die, pas vijf jaar oud, een diepe liefde voor elkaar opvatten. Dit verdriet Floris' vader, de koning der Moren, zeer, maar zijn listen zijn tevergeefs: Floris wordt in een mand bloemen verstopt, en zo worden de jongelieden herenigd. Floris wordt uiteraard christen; dat kon in de Middeleeuwen niet uitblijven.

Het is een sprookjesachtig verhaal over vreemde oorden. De middeleeuwers gingen al wel op reis, maar exotisch bleef "het Oosten" toch nog.

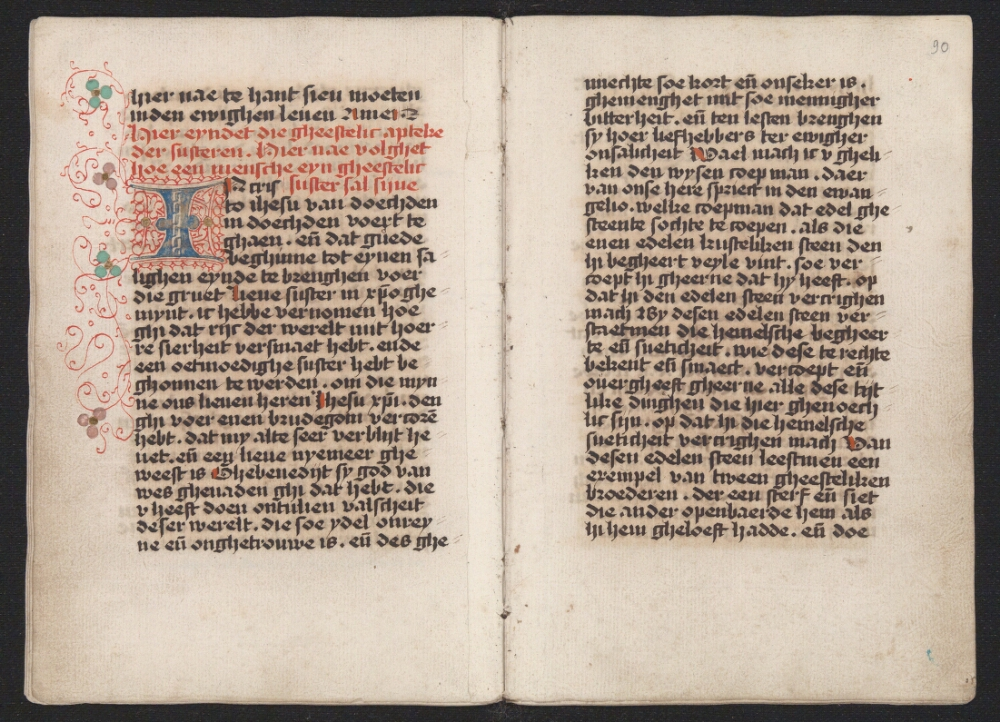
Voorbeeld van religieuze literatuur: een fragment uit het manuscript "Devote tractaten in het Middelnederlands" van Jan Brugman. Vervaardigd in Maaseik, 1476.

### Geestelijke literatuur
Geestelijken konden lezen en schrijven, maar ze hadden nóg een voorsprong op de leek: zij kenden Latijn. In die taal bestaat er volop literatuur, die echter buiten het blikveld van dit artikel valt. Maar juist omdat leken geen Latijn kenden, bestond de behoefte aan teksten in het eigen Diets (Middelnederlands); die behoefte werd alleen maar groter toen er, ruwweg rond 1200, grote nadruk kwam te liggen op een persoonlijker, sterk mensgerichte (geloofs)beleving.

#### Vanden levene ons Heren
Tegen 1300 ontstond een tekst die in die persoonlijke behoefte wilde voorzien, en die ook tegenwicht wilde verschaffen tegen al die "goddeloze" ridderromans. Vanden levene ons Heren is een verdietste navertelling van het Evangelieverhaal, en beschrijft vol vaart het leven onzes Heren in levendige, gevoelvolle poëzie – al zijn de gebeurtenissen wel sterk in een middeleeuwse context geplaatst, met ridders, bisschoppen en al.
Jezus is na zijn dood in het voorgeborchte van de hel, en bevrijdt de deugdzamen. De duivel reageert boos, maar krijgt natuurlijk nul op het rekest.

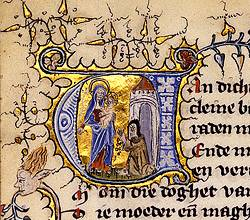
Beatrijs-handschrift
de versierde initiaal

#### Marialegenden
Talrijk zijn de verhalen rond de moeder Gods. Wellicht werden ook deze verhalen (sommige inmiddels in proza) geschreven als tegenwicht tegen de wereldlijke literatuur. Om de vele wonderen worden deze legenden ook wel Mariamirakelen genoemd. Een vrome man wil dolgraag Maria zien, maar: "wees verstandig", zegt ze: "ik straal zó, je zult blind worden." De man bindt zich het ene oog toe: dan maar halfblind, en Maria verschijnt. Hij heeft er nog geen genoeg van; Maria verschijnt hem opnieuw, nu is hij geheel blind; maar hij blijft haar dermate toegewijd vereren dat ze hem het gezicht teruggeeft.
Het lange gedicht Beatrijs (eind 13e eeuw) is het beroemdste voorbeeld. Beatrijs is non, maar gaat er met haar jeugdliefde vandoor. Ze krijgen twee kinderen, na zeven jaar verlaat de man haar, nog zeven jaar houdt ze zich in leven met prostitutie, om dan naar het klooster terug te keren. Pas nu blijkt het mirakel: men heeft haar niet gemist, want al die tijd heeft Maria haar plaats ingenomen. Het verhaal is met matig succes herdicht (1909) door P.C. Boutens.

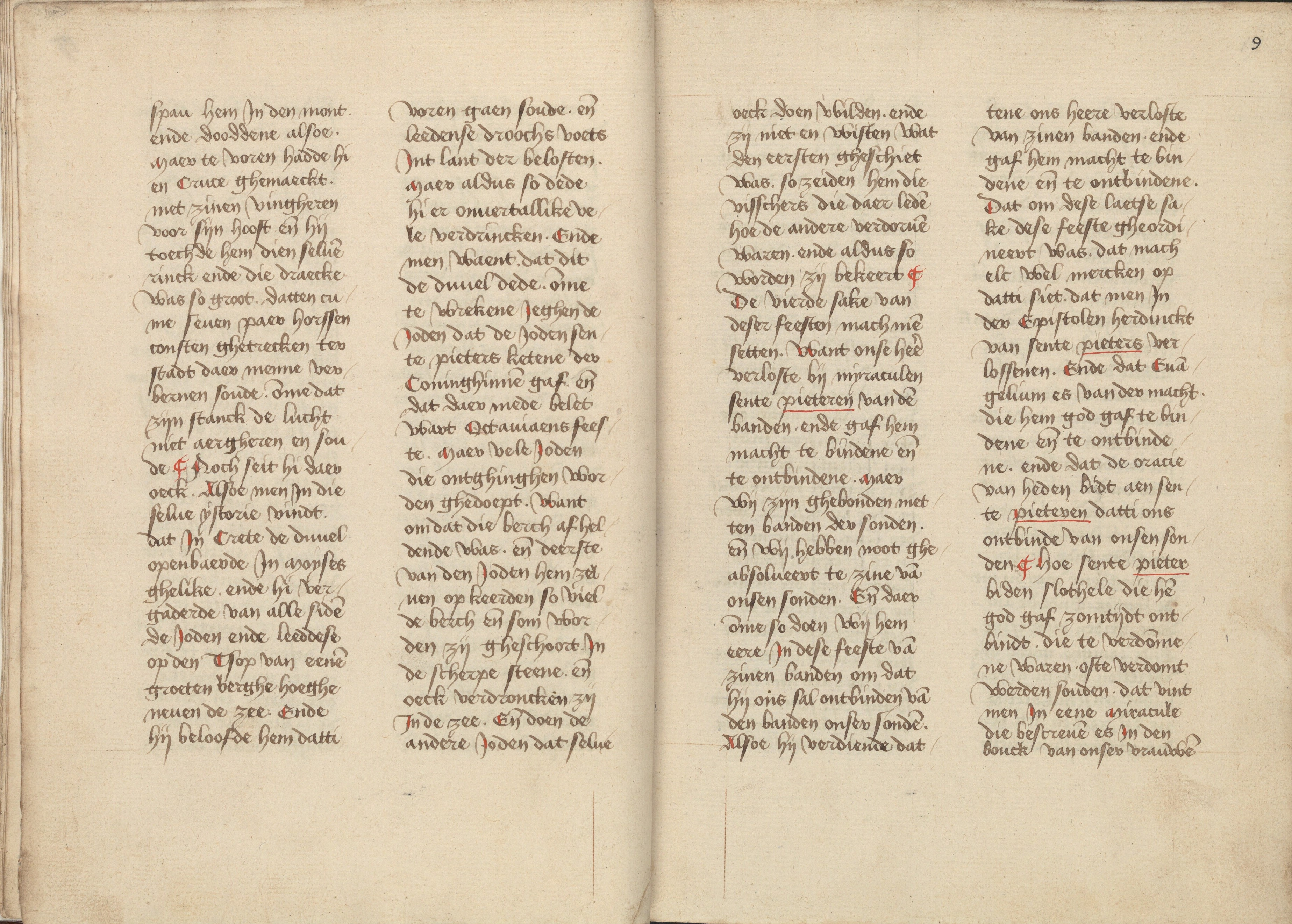
Fragment uit het manuscript "Heiliglevens in het Middelnederlands". Kopie van het zomerstuk uit de Legenda Aurea.

#### Heiligenlevens
De levens van talloze heiligen werden beschreven, ook al om het publiek te stichten. Deze hagiografieën zijn niet vergelijkbaar met moderne biografieën: daarvoor zijn ze te kritiekloos en verdiepen ze zich ook te weinig in het werkelijke leven van de beschrevene. De opzet volgt vaak een vast stramien: eerst wordt het leven van de heilige beschreven, dan de verrichte wonderen en de betoonde verering. Vermaard is het Leven van Sinte Lutgart (midden 13e eeuw): een bewerking, naar het Latijn, door de Vlaming Willem van Afflig(h)em (1210-1297). Veldekes Leven van Sente Servaes is een ander voorbeeld.

#### Mystiek

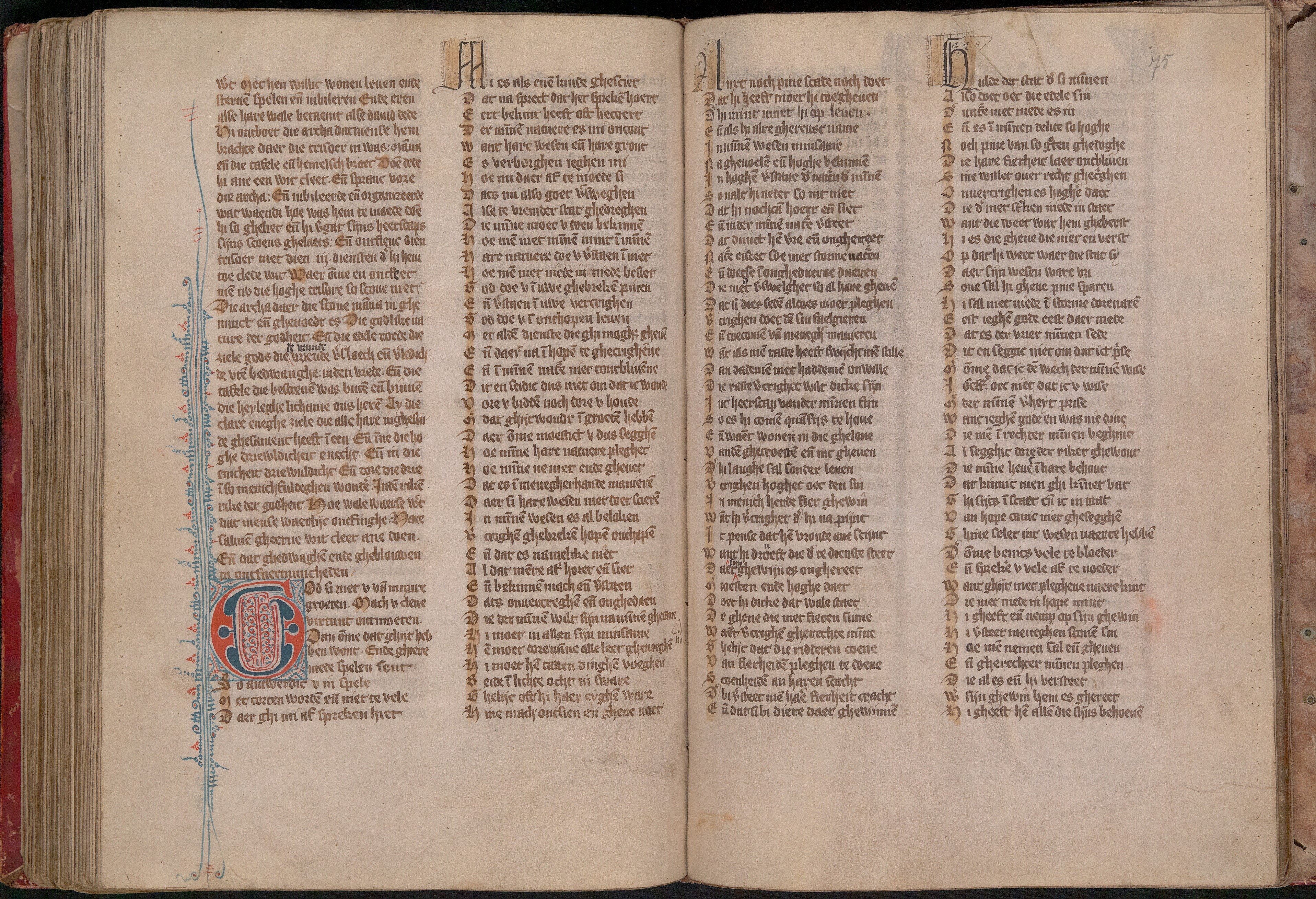
Fragment uit handschrift 941 (UBGent) uit het deel van de Mengeldichten van Hadewijch. Vervaardigd in het midden van de veertiende eeuw.

Mystiek is de eenwording met God, of het verlangen naar die eenwording. Middeleeuwse auteurs hebben van dit verlangen getuigd, in taal die soms voor niet-mystici moeilijk invoelbaar is. De eenwording wordt soms in sterk doorvoelde, zelfs erotische termen beschreven: niet iedere middeleeuwse geestelijke was dan ook blij met deze teksten.
Het eerste literaire proza uit de periode is van Beatrijs van Nazareth; deze zuster schreef haar Van seven manieren van heiliger minne rond 1240 in het klooster Nazareth bij Lier. Verreweg de grootste onder de mystici is echter Hadewijch (rond 1250?). Haar sterk getuigende, zeer lyrische dichtkunst staat op eenzame hoogte: het bekendst zijn wellicht de Strophische gedichten. Jan van Ruusbroec (1293-1381) trok zich, teleurgesteld in de kerk, terug in Groenendaal bij Brussel, en schreef Van seven trappen in den graed der gheesteleker minnen: dit werk is deels proza, deels poëzie. Zijn bekendste gedicht is De chierheit der gheesteliker brulocht. Hij vond weerklank bij de Broeders des gemeenen levens met hun spirituele stroming, de Moderne Devotie.

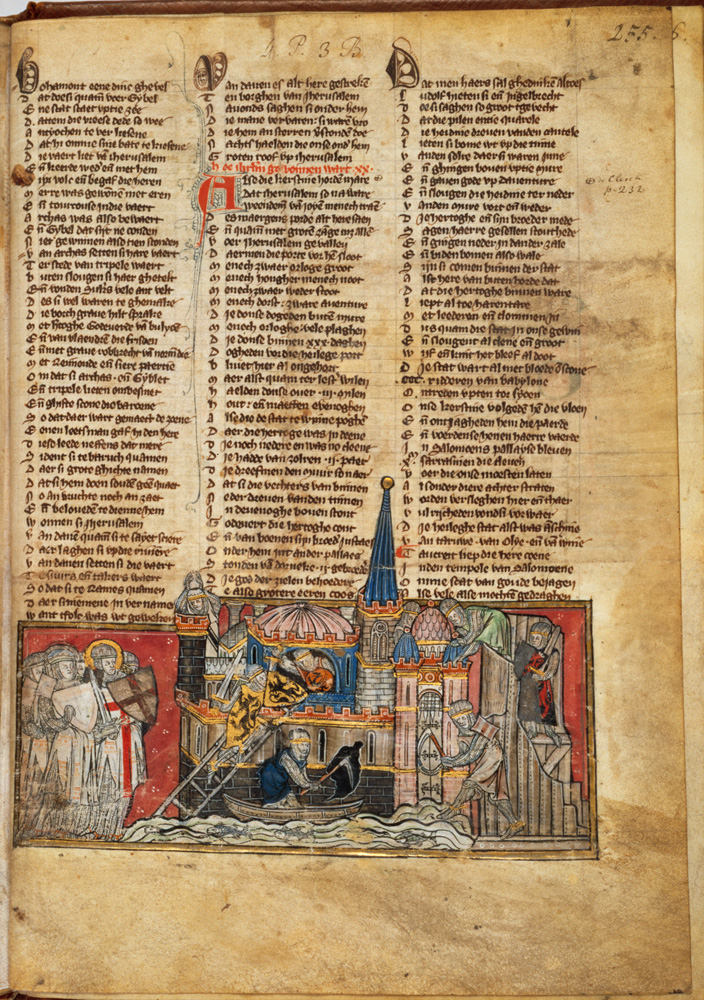
Spieghel Historiael van Jacob van Maerlant

### "Mach hi wel te wijsheit comen": Jacob van Maerlant
Ups en down kenmerken de literaire carrière van Jacob van Maerlant. Bij leven zeer succesvol, werd hij kort na zijn dood de "vader der Dietse dichters" genoemd, en van zijn (enorm omvangrijke) werk zijn zoveel handschriftexemplaren overgebleven, dat het niet anders kan of zeer vele tijdgenoten moeten hem hebben gelezen - of hebben gehoord hoe zijn werk werd voorgelezen. Maar in het midden van de 19e eeuw stelde de grote neerlandicus Matthias de Vries Maerlant verantwoordelijk voor het verval van de middeleeuwse letterkunde. Tegenwoordig is de mediëvist Frits van Oostrom een ijverig pleitbezorger voor de dichter.
Jacob werd waarschijnlijk bij Brugge geboren (rond 1230?), vertrok naar het Oostvoornse Maerlant en vandaar naar het Haagse hof. Hij schreef een aantal werken voor Floris V: Alexanders geesten, de Historie van Troyen en de Historie van den Grale. Naar hun uiterlijk ridderromans, hadden zij tot doel de opvoeding en wereldoriëntatie van de jonge graaf, en ze zijn dan ook didactisch. Liefdesbeschrijving zoekt men in Maerlants werk tevergeefs - of het moest de liefde voor Maria zijn. Heimelijkheid der heimelijkheden gaat over de kunst van het regeren.
Dan komt een aantal encyclopedische werken. Der naturen bloeme behandelt de natuurlijke historie. De Rijmbijbel vertelt het Bijbelverhaal, maar, anders dan bijvoorbeeld Vanden levene ons Heren, behandelt het ook het Oude Testament - stof die veel omstredener en riskanter was. Maerlants grote Spiegel historiael moest de wereldgeschiedenis beschrijven vanaf de schepping; maar toen Jacob van Maerlant op een paar eeuwen na klaar was, begaven zijn krachten het.
Wel zijn er nog een paar korte gedichten van zijn hand, felle aanklachten tegen de laksheid der christenen: Der kercken claghe en de oproep het Heilig Land te heroveren: Vanden lande van oversee:
Kersten man, wats di gheschiet?
Slaepstu? Hoe ne dienste niet
Jhesum Christum, dinen (uw) here?
Deze verzen zijn, anders dan Maerlants overige werk, niet door Latijnse of Franse bronnen geïnspireerd, maar origineel en persoonlijk. Maerlant stierf tussen 1291 en 1300.

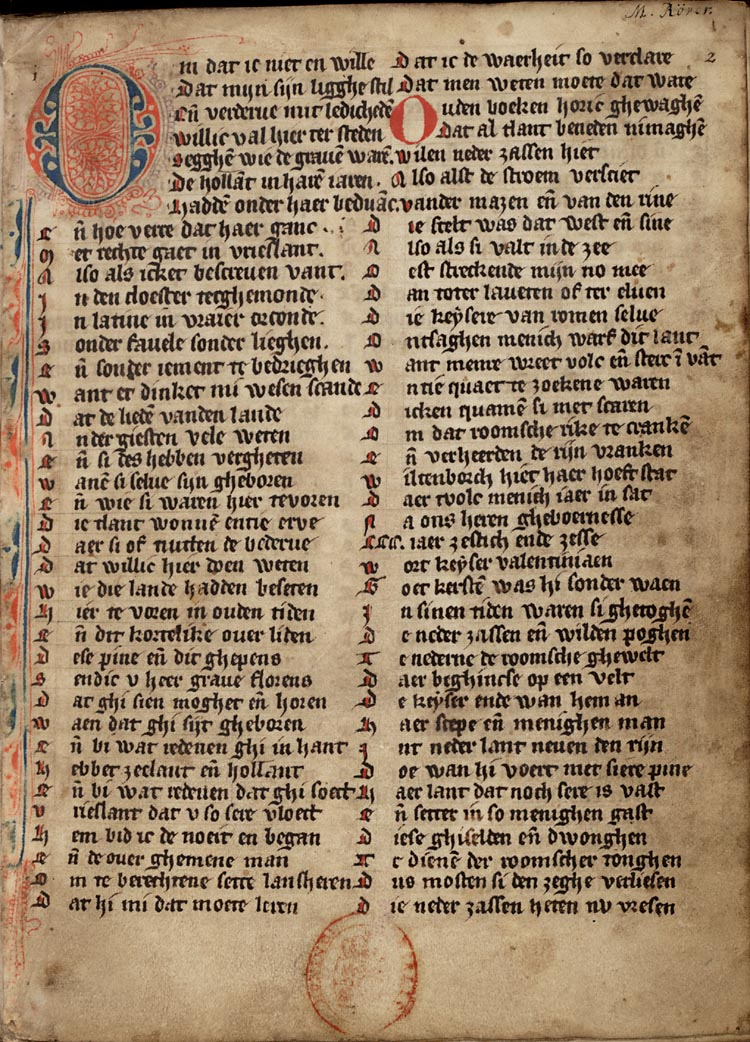
Eerste bladzijde van de Rijmkroniek van Melis Stoke

#### Geestverwanten
Melis Stokes Rijmkroniek van Holland lijkt geïnspireerd op de Spiegel historiael, Maerlants werk dat twee andere dichters nog hebben trachten te voltooien: Lodewijk van Velthem en Philip Utenbroeke. Jan van Boendale schreef het didactische Der leken spieghel. Zij waren allen actief in de eerste helft van de 14e eeuw.
Rond 1400 zijn er nog dichters in Maerlants geest werkzaam aan het Haagse hof: Willem van Hildegaersberch (inderdaad dicht bij Rotterdam geboren) schreef om den brode, en het was vaak gelegenheidspoëzie, bijvoorbeeld bij een hilic (huwelijk); Dirc van Delft was een uitzonderlijk geleerde hofkapelaan, Dirc Potter een vechtjas maar ook baljuw van 's-Gravenhage.

### Reisverhalen, dierverhalen, liederen

#### Reisverhalen
Uit de 12e eeuw is De reis van Sente Brandaene, dat ondanks de titel een geheel andere opzet volgt dan de hierboven besproken heiligenlevens. Het is veeleer een reis- en avonturenverhaal. De Ier Brandaan leest een boek over Gods wonderen, gooit het vol ongeloof in het vuur, en krijgt de opdracht de wereld rond te reizen. De mirakelen die hij daarbij meemaakt (en ze zijn verbluffend), stelt hij te boek, om als een geheiligd man te sterven. Het verhaal werd in de negentiger jaren van de 20e eeuw opnieuw berijmd door Willem Wilmink; eerder had Bertus Aafjes dat al eens gedaan.
Reisverhalen waren populair in de Middeleeuwen. Nieuwsgierig keek men om zich heen naar de nog maar zeer ten dele ontdekte wereld, waarvan men de wonderen wel begon te vermoeden. De Kruistochten hadden immers gezorgd voor tal van verslagen over streken en culturen die van alles wat bekend was, verbluffend afweken.
Zoals veel middeleeuwse literatuur laten die reisverhalen zich aan taalgrenzen weinig gelegen liggen. Even internationaal als het Keltische Brandaanverhaal was het gefingeerde reisverslag van Jan van Mandeville. Het was van oorsprong Frans, maar genoot elders, ook in het Nederlandse taalgebied, grote populariteit.

#### Dierverhalen

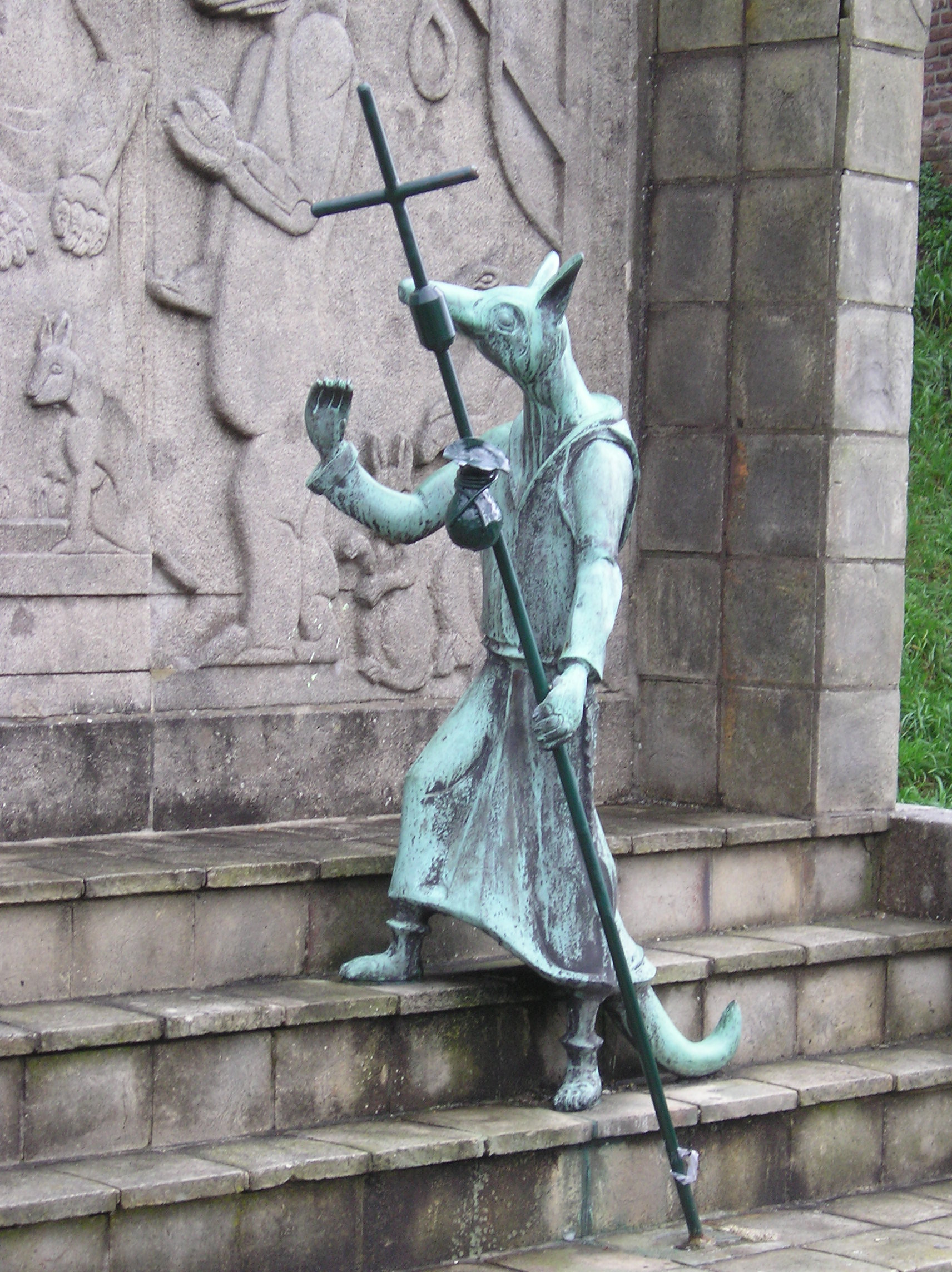
Reynaert
het monument in Hulst

Dierverhalen komen in zoveel culturen voor dat het genre wel een archetype lijkt. Nú blijkt ook dat iedereen weleens met middeleeuwse literatuur in aanraking is gekomen: Van den vos Reynaerde is niet een werk dat aan velen voorbijgaat. Maar dat is dan in een gekuiste versie. Het laat-12e-eeuwse origineel van ene Willem, waarschijnlijk een Oost-Vlaming, is een felle satire, waarin alle menselijke zonden, of het nu hebzucht of domheid is, worden gehekeld. De slimme Reynaert (in de Middeleeuwen werd voor "slimmigheden" zelfs het woord reynaerdien gebruikt) is een schijnheilige schurk, maar ook een wreedaard. Het verhaal overtreft het Franse origineel en is een hoogtepunt uit de Middelnederlandse literatuur, niet het minst door de levendige dialogen:
Lude riep hi, "Cuwaert, comt hare (hier)
Comet voer den coninc, Cuwaert!"
Die dieren saghen dese vaert. (handelwijze)
Hem allen wonderde, wat daer ware (waren benieuwd wat er was)
Cuwaert die ghinc met vare; (vrees)
Hem wonderde, wat die coninc woude.
Reynaert sprac: "Cuwaert, hebdi coude? (het je 't koud?)
Ghi bevet; zijt blide al sonder vaer,
Ende secht minen heere den coninc waer." (de waarheid)
Ook in de 13e-eeuwse Vlaamse Esopet staan de dieren voor mensen, met al hun karakterktrekken en hebbelijkheden. De dierfabels zijn zeer oud, zouden afkomstig zijn van ene Aesopus (van wie niet eens zeker is of hij heeft bestaan), en ook Jean de La Fontaine bewerkte ze. Onze Vlaamse auteur baseerde zich op een Latijnse versie. Ook deze anekdotische verzen hebben een moraal.
Een man vant, ligghende in den rijm, (rijp, ijzel)
Een jonc serpent in swijm.
Die man naemt in sinen arm
Ende maket daer soe warm
- maar de slang blijkt inderdaad een serpent, en kronkelt zich rond de man om hem te vangen. Ondank is 's werelds loon.

#### Liederen
Gewemeld moet het hebben van de liederen in de Middeleeuwen. En herhaaldelijk zijn ze ook opgetekend en in druk gegeven, al maakt dit de datering van hun ontstaan natuurlijk niet gemakkelijk. In 1508 verscheen het liedboekje Een suverlijc boecxken in Antwerpen; het is een bundel met geestelijke liedjes, vaak van hoog niveau. (Onder deze titel zijn vaker publicaties verschenen.) Het Antwerps liedboek (1544) bevat een grote variëteit aan, in totaal, 221 liederen.
Middeleeuwse balladen moeten worden onderscheiden van latere vormen. Het zijn dramatische, vaak tragische of romantische vertellingen in coupletten. Het verhaal vordert niet geleidelijk, maar in sprongen.
De geschreven lyriek van Heynric van Veldeke werd hierboven besproken. Dergelijke liederen zijn er ook van de hand van hertog Jan I van Brabant. Hertog Jan en Van Veldeke beoefenden ook de minnezang, die haar oorsprong vond in Duitsland.

### Het toneel
Er wordt weleens gezegd dat zeer grofweg één vijftiende van de middeleeuwse literatuur bewaard is gebleven (Van Oostrom 2006). Verlies aan toneelstukken is er beslist geweest; die werden vaak pas laat opgetekend, en dan nog ging er veel verloren.
De vermoedelijk kerkelijke oorsprong van het West-Europees toneel (zie hierboven) vinden we terug in de religieuze spelsoorten: mysteriespel, mirakelspel en moraliteit.

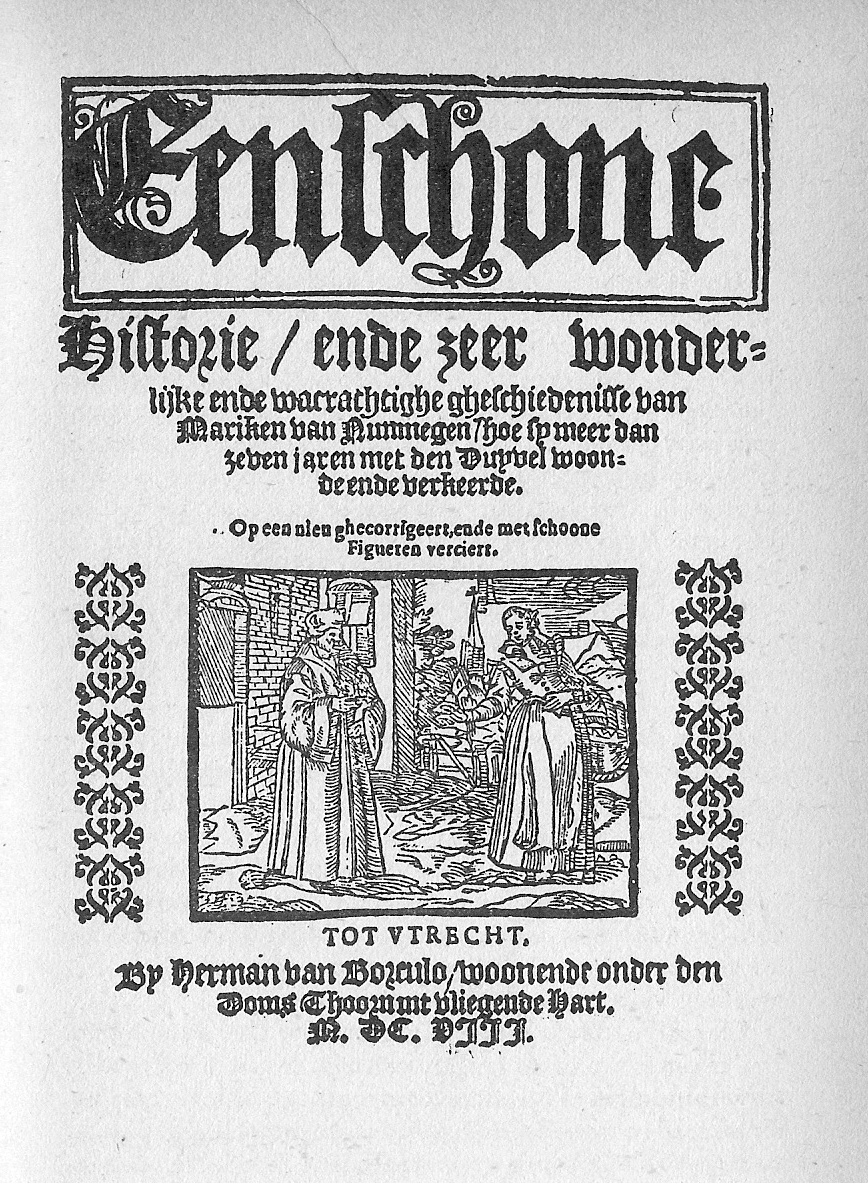
Mariken van Nieumeghen
Titelblad

- Een mysteriespel is een spel dat de geloofsbeleving behandelt, met als doel: lekenopvoeding. Bewaard zijn Die erste bliscap van Maria (over kerst) en Die sevenste bliscap van onser Vrouwen (tenhemelopneming) (beide midden 15e eeuw): er zijn er vijf weg.
- In een mirakelspel komen wonderen voor. Mariken van Nieumeghen (wellicht van Antwerpse oorsprong) is, hoewel een mengsel van lees- en speeltekst, een goed en literair hoogstaand voorbeeld: Mariken verkeert met de duivel, overleeft op miraculeuze wijze een aanslag die hij op haar leven doet; en de dikke metalen ringen die zij ter boetedoening moet dragen, worden door een engel verbroken als ze voldoende heeft geboet. In deze categorie vallen ook heiligenspelen.
- Een moraliteit kent geen menselijke spelers, maar zinnebeeldige. Elckerlijc, weer een werk dat hoog wordt aangeslagen, en dat in diverse talen werd vertaald, staat voor "Iedereen", en andere figuren in dit memento mori-spel zijn Het Gezelschap, De Deugd en De Dood.

Het wereldlijk toneel van de Middeleeuwen heeft ons drie groepen nagelaten: abele spelen, kluchten en esbattementen.
- De abele (wellicht: "bekwame, mooie") spelen betreffen de liefde tussen man een vrouw; soms pakt die man (Lanseloet van Denemerken) het dermate verkeerd aan dat hij zijn kansen verspeelt; in andere gevallen (Esmoreit, Gloriant) loopt het beter af. Beide spelen zijn nogal exotisch: de prins wordt als baby verkocht, de (slecht begrepen) islam komt eraan te pas; liefde; een snelle bekering. In Vanden Winter ende vanden Somer voeren beide seizoenen een twistgesprek: wie is de beste van de twee? We vinden deze stukken in het Hulthemse handschrift, dat ca. 1405 ontstond. De spelen dateren echter al uit de tweede helft van de 14e eeuw, en zijn daarmee het oudste bewaarde toneel in het Nederlands. In een periode waarin de cultuur niet nationaal was, maar Europees, nemen de abele spelen een unieke plaats in: men vindt ze alleen in het Nederlandse taalgebied.
- De kluchten zijn platvloerser en behandelen vaak het huwelijkse wel en (vooral) wee. In het Hulthemse handschrift vinden we ook De buskenblaser: het verhaal van een oude man die, gehuwd met een jonge vrouw, het advies krijgt om in een bus met roet te blazen: dan zal hij pas aantrekkelijk worden! Nu noch zijn de steeds herhaalde woorden van een man die, om rust te hebben, zich gek houdt tegenover zijn vrouw. Dit stuk wordt rond 1400 gedateerd. Dergelijke kluchten worden in de 21e eeuw door de Leydse KluchtenCompagnie gespeeld, die de stukken vaak ook zelf vertaalt.
- Esbat(t)ement was de naam die de Rederijkers aan hun kluchten gaven. Werken als Hanneken Leckertant (over een verwend jongetje) en het Esbatement van den appelboom vormen vooral lichtvoetig vertier. Ze verschillen daarnaast van de oudere kluchten doordat er veel aandacht is besteed aan taal en taalvormen; niet voor niets waren ze werk van de Rederijkers.

## Tussenspel: de Rederijkers

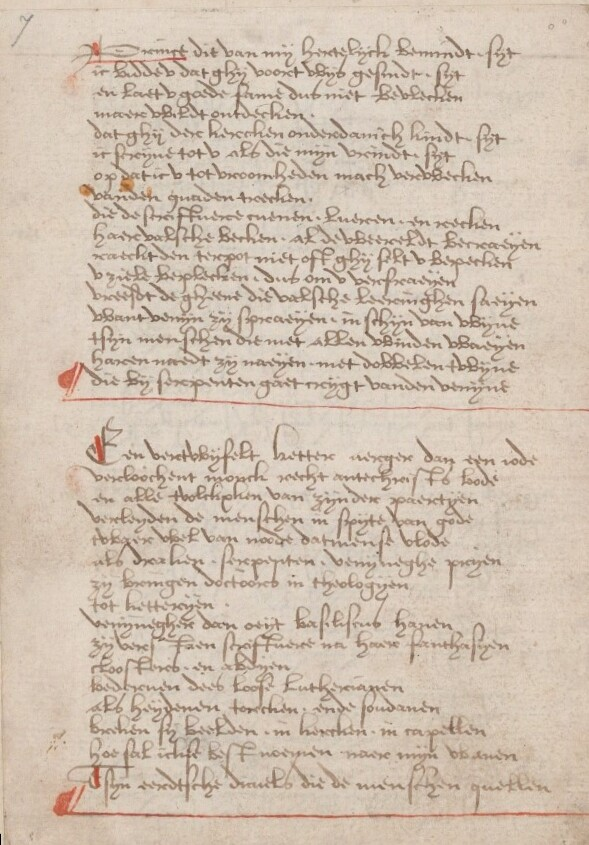
Fragment uit het manuscript "Gedichten" van Anna Bijns. Bewaard in de Universiteitsbibliotheek Gent.

De Rederijkers waren in de periode 1400-1700 actief. Zij zorgden voor de stap naar de Nederlandse literatuur in de renaissance. Het losse vers van de middeleeuwen heeft in renaissance en barok plaatsgemaakt voor een vormvaste poëzie, met een strakke versmaat en met vaak subtiele rijmschema's. De religieuze spelen gaan in handen van de Rederijkers over in het zinnespel met zijn allegorische sinnen: kwajongens die voor de komische noot zorgen, of die als een soort koor op de handeling commentaar leveren. De kluchten worden verfijnd tot esbattementen.
Uit de rederijkerstijd zijn enkele toppen over: het Gruuthuse-handschrift en de poëzie van Anna Bijns en Anthonis de Roovere.

### Anna Bijns
Niemand heeft de protestanten, met name de lutheranen, meer gehaat dan Anna Bijns (1493-1575), een ongehuwde Antwerpse onderwijzeres. Zij ziet de wereld ten prooi vallen aan dwaalleer, en vaart daartegen uit in een uiterst felle, maar even welsprekende dichtkunst:
O cruypende cancker, boose pestilentie, (pest)
Tvenijn ('t gif) is vast (almaar) voort en voort gecropen.

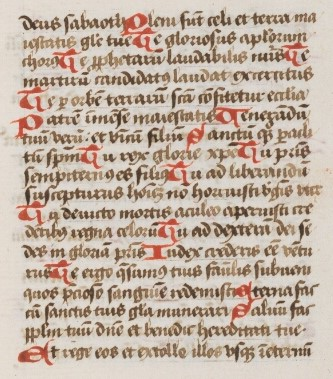
Fragment uit het manuscript "Middelnederlands en Latijns devotieboek" met werken van Anthonis de Roovere. Vervaardigd in Vlaanderen tussen de 15e en de 16e eeuw. Bewaard in de Universiteitsbibliotheek Gent.

### Anthonis de Roovere
Anthonis de Roovere (ca. 1430-1482) was een metser, een metselaar of architect, in Brugge. Hij was voorman van een der Rederijkerskamers, en is bekend gebleven om zijn gedichten, waaronder het beroemde rondeel dat begint:
 :Die door de wereldt sal gheraken,
Die moet connen huilen met de honden
Ende moet ook connen diverssche spraken
dus
Wie vooruit wil komen in de wereld, moet kunnen huilen met de wolven in het bos, en ook met allerlei mensen kunnen meepraten.
Langer is zijn, eveneens hekelende, Vander mollenfeeste: iedereen, voornaam of eenvoudig, belandt uiteindelijk onder de grond, een feestmaal voor de mol.

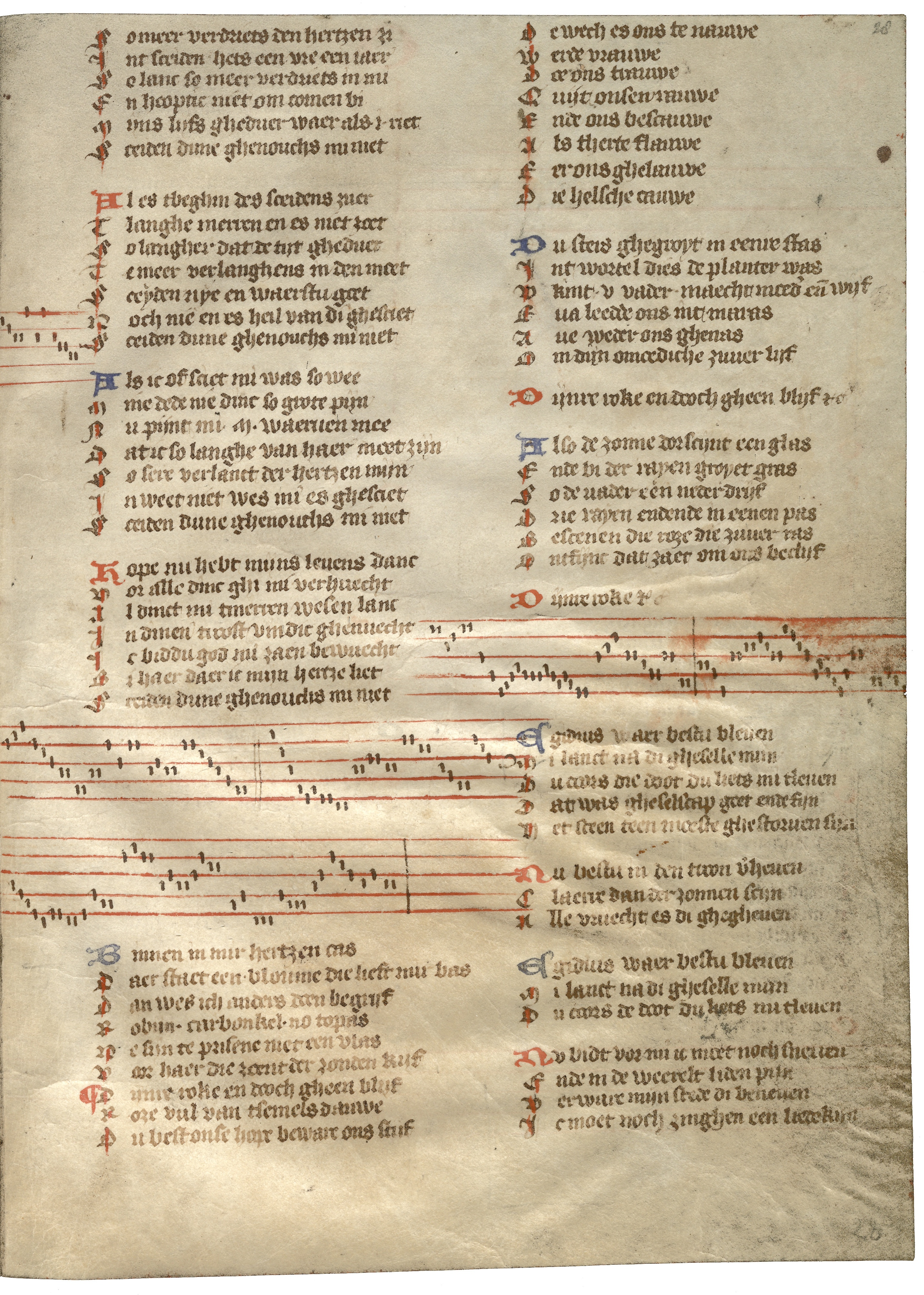
Fol. 28r van het Gruuthuse-handschrift, met rechtsonder het lied Egidius waer bestu bleven

### Het Gruuthuse-manuscript
Onder de gedichten in het Gruuthuse-handschrift (ca. 1400) bevindt zich een raadselachtig gedicht, wellicht het beroemdste uit de Middeleeuwen, dat begint:
Egidius, waer bestu bleven?
Mi lanct (ik verlang) na di, gheselle mijn.
Du coors (koos) die doot, du lietst mi tleven.
Elckerlijc en Mariken van Nieumeghen zijn ook rederijkersteksten. Het slotstuk van Elckerlijc heeft een opschrift dat ons tegenwoordig bevreemdt. Het heet 'Die Naeprologue'. Dat zou een passende benaming voor de Rederijkers zijn: tegelijk naspel van de middeleeuwen en proloog voor een nieuwere tijd.

## Leessuggesties